# Josef Silný
Josef Silný (Kroměříž, 23 de janeiro de 1902 - 18 de maio de 1981) foi um futebolista e treinador checo que atuava como atacante.

## Carreira
Josef Silný fez parte do elenco da Seleção Checoslovaca de Futebol, na Copa de 1934, atuando em uma partida. 

## Títulos
- Copa do Mundo: Vice - 1934